# Narcissus scaberulus
Narcissus scaberulus ou simplesmente narciso, é uma espécie de planta bulbosa pertencente à família das amarilidáceas.
É um endemismo de Portugal Continental.

## Descrição
Possuem as folhas como junquilhos, de cor cinzento esverdeada. A copa dispõem-se em forma de coroa. Tem as folhas prostradas ou em espiral e de uma a três pequenas flores.

## Taxonomia
Narcissus scaberulus foi descrita pelo botânico, micólogo, pteridólogo, algólogo, professor da Universidade de Coimbra, Júlio Augusto Henriques e publicado no Boletim da Sociedade Broteriana 6: 45, no ano de 1888.